# 任我行航空
任我行航空公司（英語：MyTravel Airways）曾是一家英国的航空公司，总部曾位于英国曼彻斯特，主要业务是提供预定和包机服务，受众为高收入人群。

## 历史
1990年，该司成立。
2007年，该司同意与托马斯库克航空公司合并、
2008年，该司与约翰·梅森·库克航空正式合并为托马斯库克航空公司、